# (19818) Shotwell
(19818) Shotwell est un astéroïde de la ceinture principale d'astéroïdes.

## Description
(19818) Shotwell est un astéroïde de la ceinture principale d'astéroïdes. Il fut découvert le 24 septembre 2000 à Socorro (Nouveau-Mexique) par le projet LINEAR. Il présente une orbite caractérisée par un demi-grand axe de 2,36 UA, une excentricité de 0,17 et une inclinaison de 8,8° par rapport à l'écliptique.

## Compléments